# Comunanza Cadenazzo/Monteceneri
Comunanza Cadenazzo/Monteceneri är ett kommungemensamt område, på italienska: Comunanza, i distriktet Bellinzona i kantonen Ticino, Schweiz. 
Området är obebott och består av alpterräng på 1400-1700 m ö.h. med enstaka toppar upp till 2227 m ö.h. Det tillhör två kommuner, dels Cadenazzo, dels Monteceneri.
Området hette ursprungligen Comunanza Medeglia/Robasacco, men bytte 2005 namn till Comunanza Medeglia/Cadenazzo då Robasacco gick upp i Cadenazzo för att 2010 byta namn till det nuvarande då Medeglia gick upp i Monteceneri.